# Crozet (États-Unis)
Pour les articles homonymes, voir Crozet.
Crozet est une localité américaine située dans le comté d'Albemarle, en Virginie.